# Камбьяно
Камбьяно (итал. Cambiano) — коммуна в Италии, располагается в регионе Пьемонт, в провинции Турин.
Население составляет 6008 человек (2008 г.), плотность населения составляет 414 чел./км². Занимает площадь 14 км². Почтовый индекс — 10020. Телефонный код — 011.
Покровителями коммуны почитаются святые Викентий Сарагосский и Анастасий Персиянин, празднование 22 января.

## Демография
Динамика населения:

## Города-побратимы
- Аквилония, Италия
- Монтеверде, Италия

## Администрация коммуны
- Официальный сайт: http://www.comune.cambiano.to.it/